# Noctua distincta
Noctua distincta là một loài bướm đêm trong họ Noctuidae.